# Irvillac
Irvillac [iʁvijak] (bretonisch Irvilhag) ist eine französische Gemeinde im Département Finistère im Westen der Bretagne mit 1427 Einwohnern (Stand: 1. Januar 2022). Sie gehört zum Arrondissement Brest und ist Mitglied im Gemeindeverband Communauté d’agglomération du pays de Landerneau-Daoulas. Die Bewohner werden Irvillacois und Irvillacoises genannt.

## Geografie

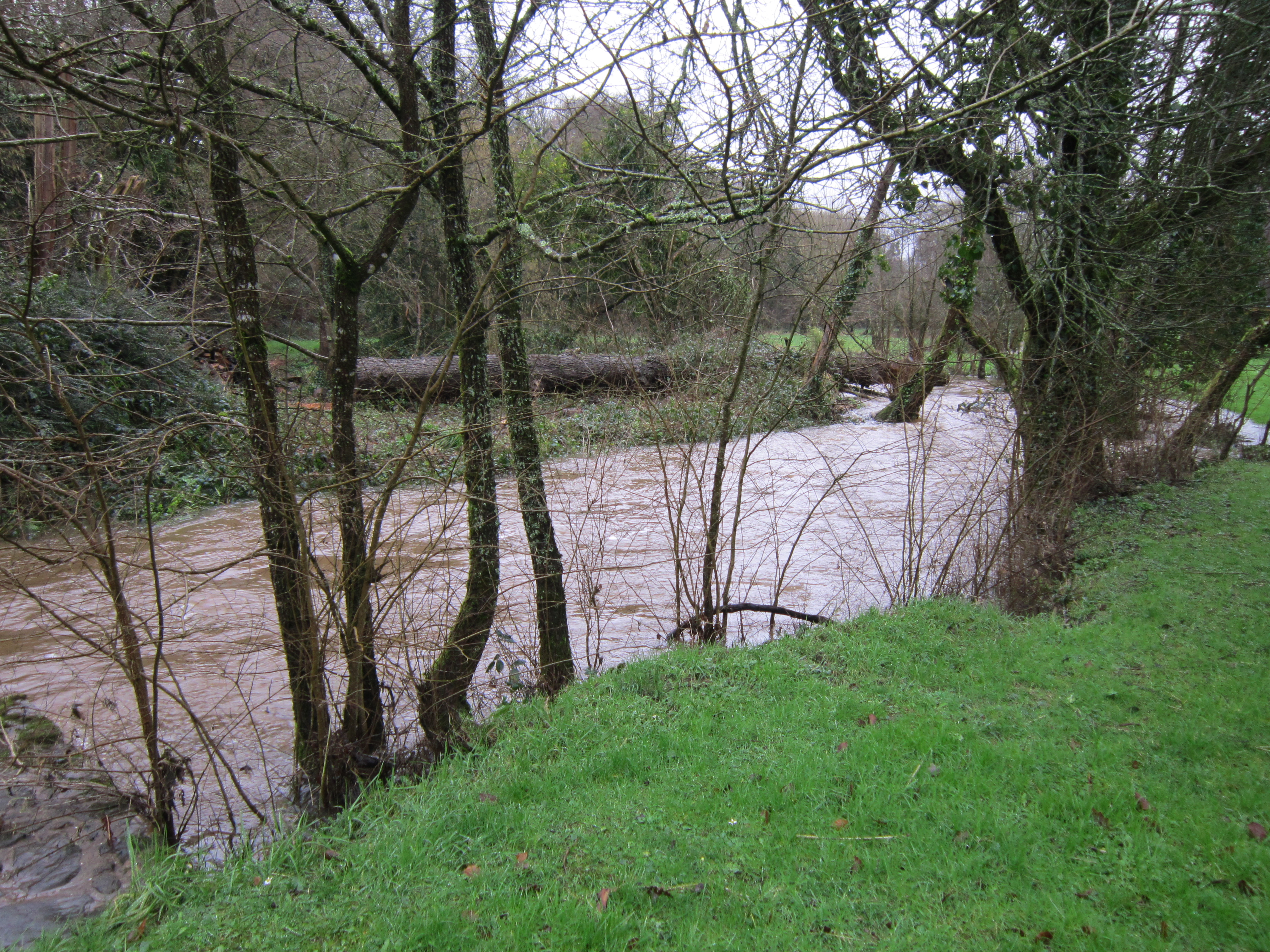
Die Mignonne bei Irvillac bei Hochwasser

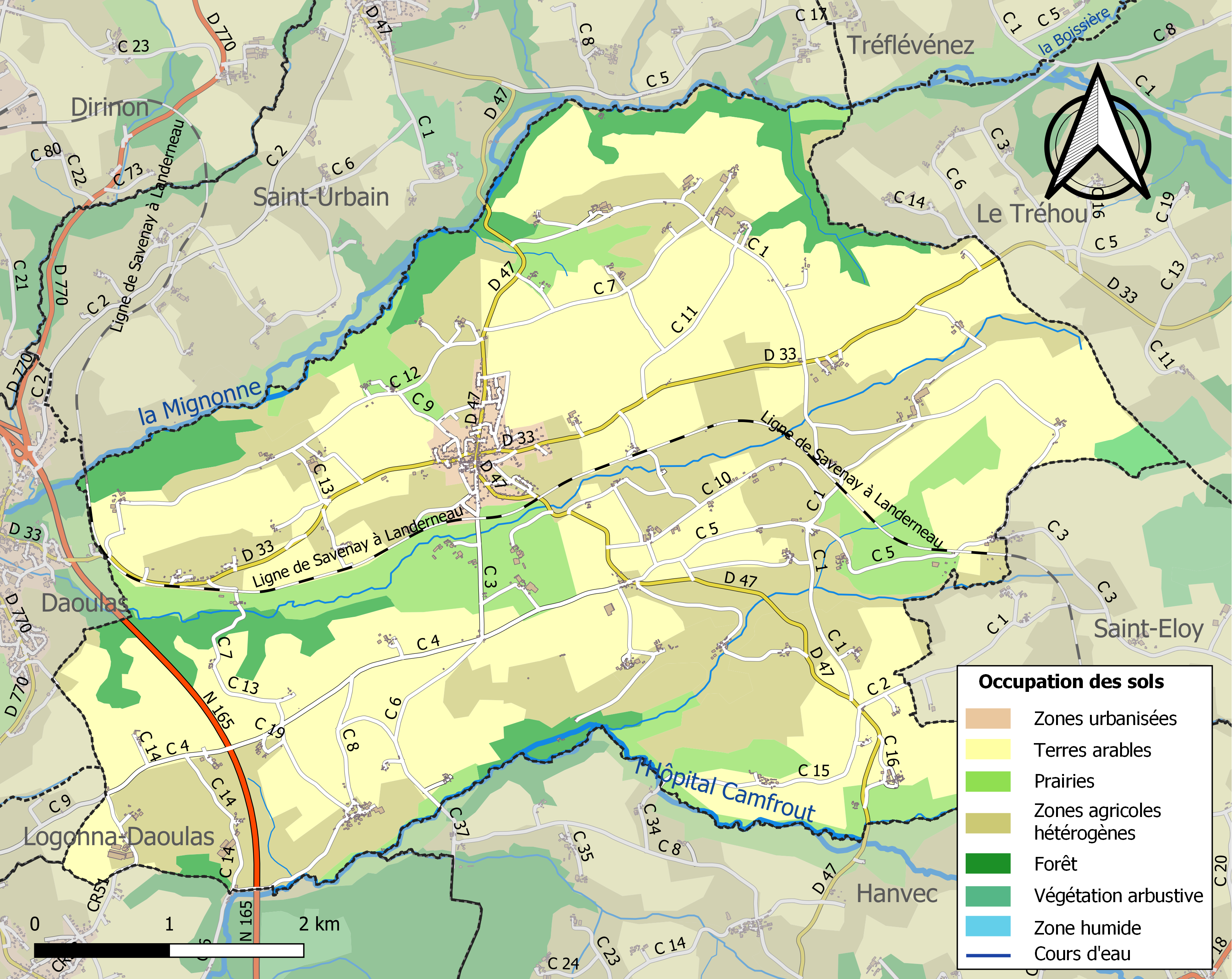
Bodennutzung, Hydrografie und Infrastruktur der Gemeinde (2018)

Irvillac liegt unweit der Rade de Brest in der historischen Landschaft der Cornouaille, etwa 20 Kilometer östlich von Brest. Der Küstenfluss Mignonne begrenzt das Gemeindegebiet im Nordwesten, der Küstenfluss Camfrout im Süden. Ein weiterer kleinerer Bach entspringt im Nordosten des Gemeindegebiets, durchquert es in südwestlicher Richtung und mündet in die Trichtermündung unter dem Namen Daoulas bei der Nachbargemeinde Daoulas. 90 % der Fläche der Gemeinde werden landwirtschaftlich genutzt (Grünland oder Kulturboden), etwa 8 % sind bewaldet, vor allem entlang der Flussläufe.
Umgeben wird Irvillac von den acht Nachbargemeinden:
| Saint-Urbain    | Tréflévénez (Berührungspunkt)               | Le Tréhou  |
| Daoulas         | Kompassrose, die auf Nachbargemeinden zeigt | Saint-Eloy |
| Logonna-Daoulas | Hôpital-Camfrout Hanvec                     |            |

## Bevölkerungsentwicklung
| Jahr                       | 1962 | 1968 | 1975 | 1982 | 1990 | 1999 | 2006 | 2013 | 2020 |
| Einwohner                  | 1143 | 983  | 822  | 935  | 1005 | 1011 | 1243 | 1406 | 1459 |
| Quellen: Cassini und INSEE |      |      |      |      |      |      |      |      |      |

## Sehenswürdigkeiten
- Pfarrkirche Saint-Pierre aus der zweiten Hälfte des 17. Jahrhunderts, seit 1928 als Monument historique eingeschrieben. Die Kirche birgt zahlreiche Ausstattungsgegenstände, die in der Base Palissy gelistet sind, darunter eine große Anzahl, die als Monument historique der beweglichen Objekte klassifiziert sind.
- Im umfriedeten Pfarrbezirk: ein Calvaire und ein Beinhaus
- Kapelle Notre-Dame de Lorette in Coat Nant aus dem 17. Jahrhundert mit einem Calvaire mit Brunnen, Calvaire mit Brunnen seit 1976 als Monument historique klassifiziert
- Weitere Calvaires
- Herrenhaus Clénucan
- Herrenhaus Le Cosquer

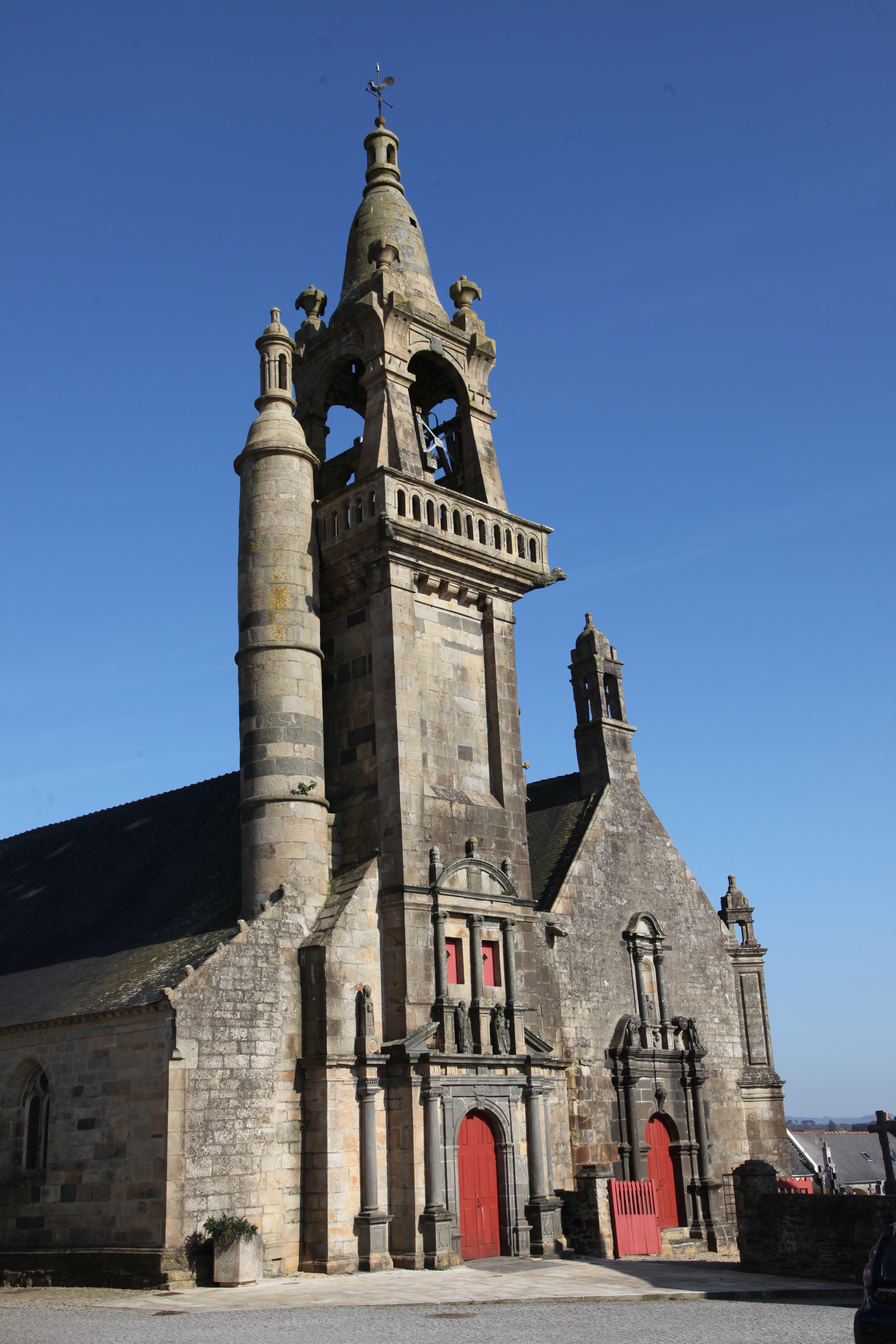
Pfarrkirche Saint-Pierre
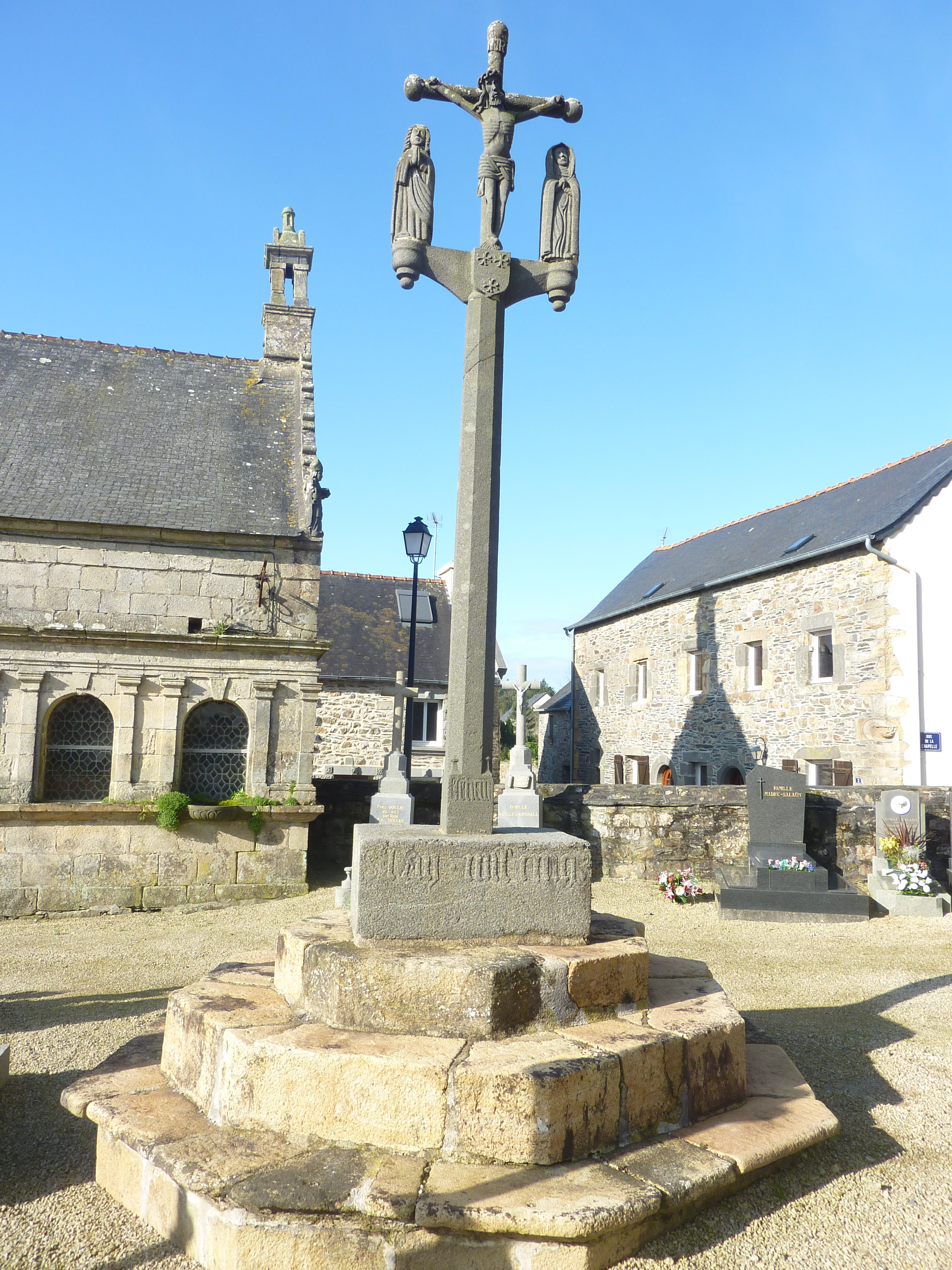
Calvaire im umfriedeten Pfarrbezirk
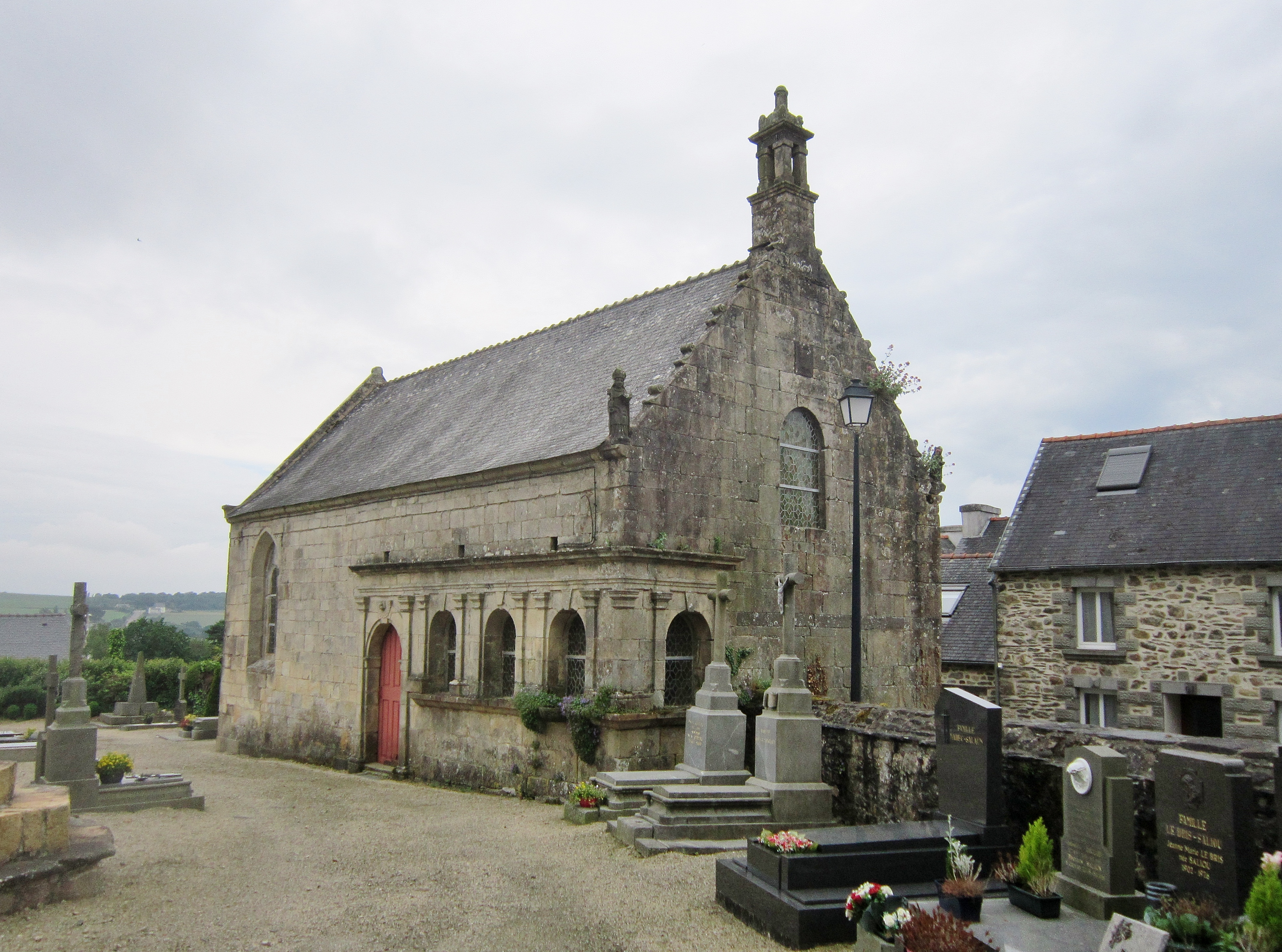
Beinhaus
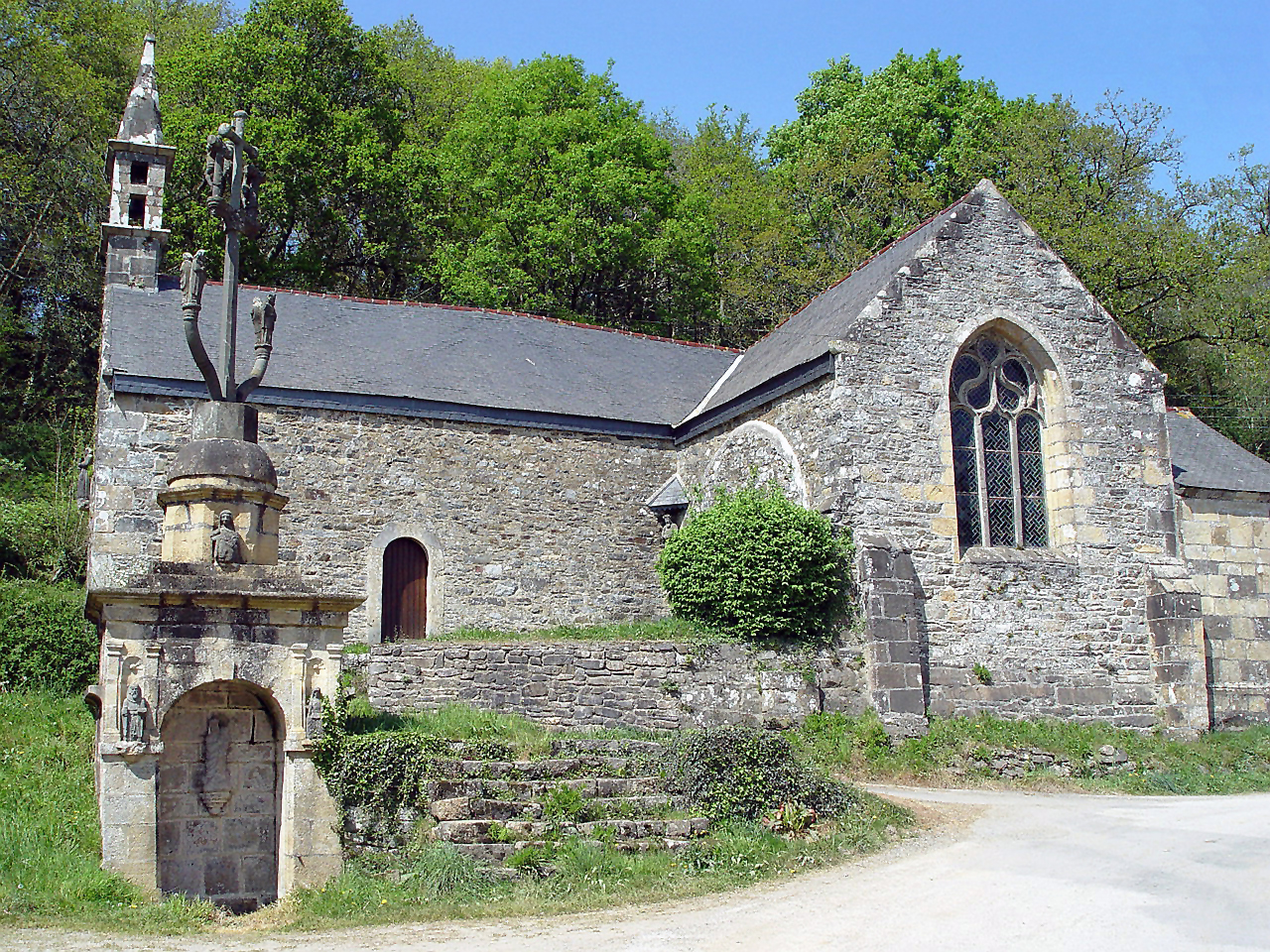
Kapelle Notre-Dame-de-Lorette mit Calvaire und Brunnen
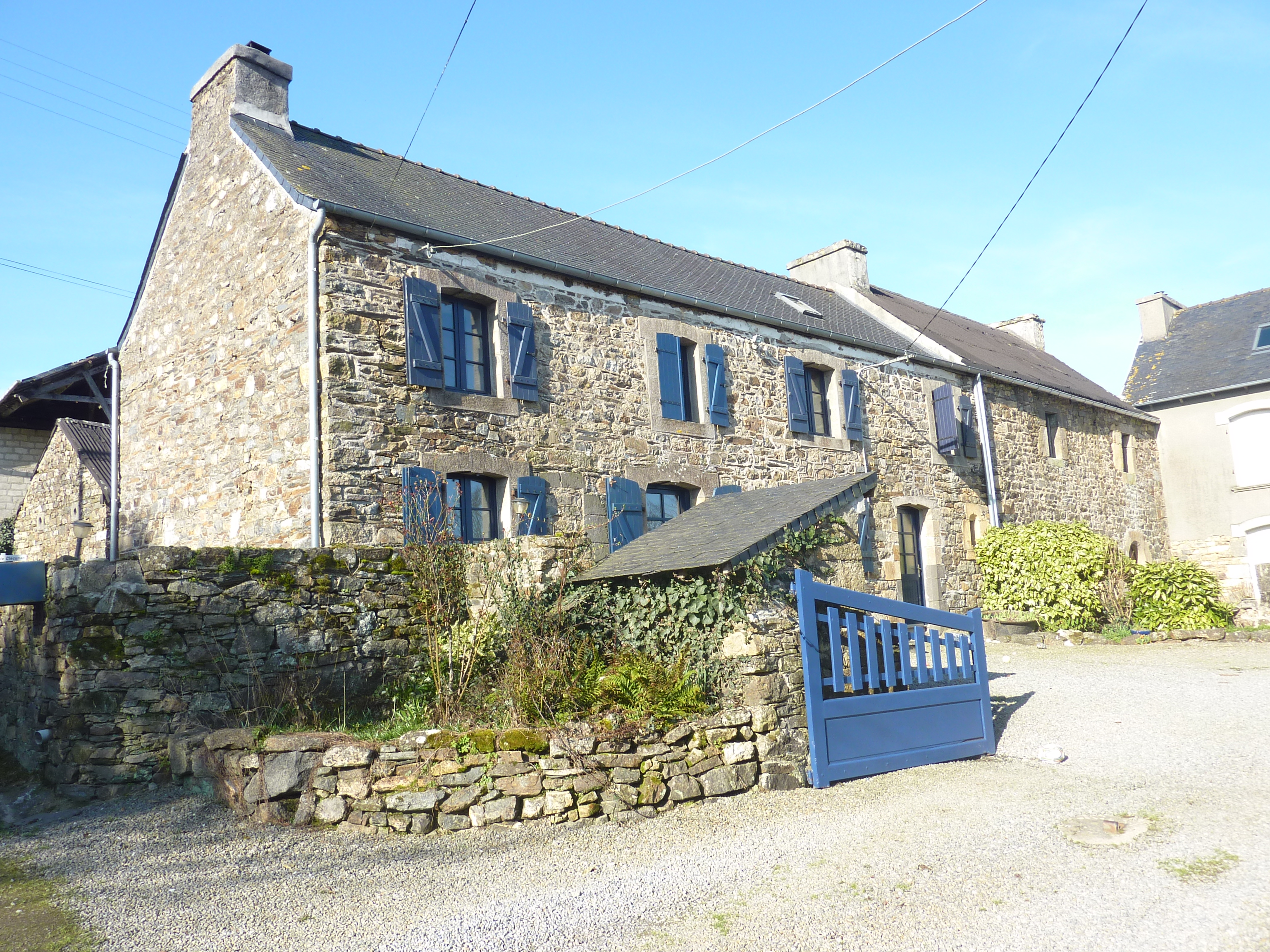
Herrenhaus Clénucan

## Verkehr
Die autobahnähnliche Route nationale 165 von Brest nach Nantes durchquert das südwestliche Gemeindegebiet auf einer Länge von etwa 2,5 Kilometern ohne eigene Anschlussstelle. Die Departementsstraße 33 durchquert hingegen das gesamte Gebiet der Gemeinde von West nach Ost und verbindet es mit Daoulas im Westen und mit Sizun über Le Tréhou im Osten.
Die Gemeinde wird von der Bahnstrecke Savenay–Landerneau ohne eigenen Haltepunkt durchquert.